# Anat

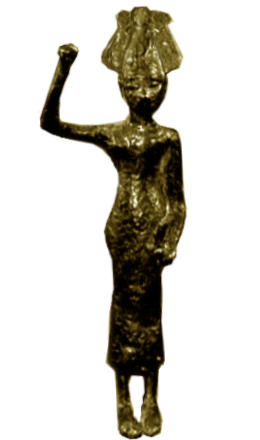
Figurina di bronzo raffigurante Anat con braccio alzato (che originariamente sosteneva un'ascia o una mazza), datazione 1400–1200 a.C., ritrovata in Siria

Anat (anche, fenicio ענאט, Anath; ugaritico Anat; in greco antico: Αναθ?, Anath; reso in lingua egizia come Antit, Anit, Anti o Anant), è una divinità semitica nordoccidentale.
Anat era la dea cananea della Terra, dell'amore e della fertilità, divinità della guerra e Dea Madre. Veniva definita Vergine Dea.
Viene paragonata a molte altre divinità: Demetra, Iside, Asherah.
Consorte (a volte sorella) di Ba'al. Figlia di Shamgaz (con il nome di Asta).
L'origine del nome è incerta; una delle ipotesi è che il termine derivi dal semita Anu (cielo), con l'attributo femminile 'nt', forse un tentativo di tradurre in semita il nome della dea sumera Inanna, che deriva il suo nome da (N)in = signora, An = cielo, con il significato di 'signora del cielo'. 
Un altro possibile significato dell'etimo Anat è "fornitrice" o "segno" di Ba'al.
Molti testi provenienti da Ugarit in Siria raccontano le gesta belliche del dio Baal, al cui fianco combatte Anat.

È la Dea che proclama la necessità di costruire un tempio a Baal: si legge in un testo di Ras Shamra: 

## Miti
Su Anat esistono diversi miti.
Un mito narra che Anat e Ba'al vinsero un combattimento e invitarono gli sconfitti ad un banchetto. Anat si presentò coperta di ocra rossa o di porpora e sbranò i superstiti del combattimento.
Un altro mito narra che Anat si trasformò in bufala e partorì mucche e tori.
In un altro mito ancora Anat resuscita l'amato sposo Ba'al e ne vendica la morte uccidendo Mot.

## Anat in Egitto
| D36 · N35 | U33 | M17 | I15 |

‘nt
Il culto di Anat, portato in Egitto dagli Hyksos, fu adottato nel pantheon egizio e divenne molto popolare durante la XIX dinastia egizia, durante la quale Anat divenne la protettrice militare di alcuni faraoni (come Ramesse II).
Su una stele tebana è raffigurata Anat, assisa in trono, che tiene nella mano sinistra uno scudo ed una lancia, mentre nella destra ha un'ascia.
Su alcuni papiri dell'isola di Elefantina, vicino ad Assuan, databili intorno al 410 a.C., viene citata la dea Iahu-Anat, adorata nel tempio di Yahweh in Gerusalemme.